# 触角狸藻
触角狸藻（學名：Utricularia antennifera）为西澳大利亚特有的狸藻属食虫植物。其种加词“antennifera”来源于拉丁文“antenna”，意为“桁端，触角”，指其触角状的花冠裂片。